# ملیتا زولمن
ملیتا زولمن (آلمانی: Melitta Sollmann؛ ) لژسوار زن اهل آلمان بود.
وی در مسابقات کشوری و بین‌المللی در مجموع برندهٔ ۴ مدال طلا، ۲ مدال نقره، ۱ مدال برنز شده‌است.